# Джебб, Ричард Клаверхауз
Ричард Клаверхауз Джебб (англ. Richard Claverhouse Jebb; 27 августа 1841, Данди — 9 декабря 1905, Кембридж) — британский филолог-классик, переводчик и политик.
Сын юриста; жизнь и карьера трёх предыдущих поколений в роду Джебба была связана с Ирландией. Окончил Тринити-колледж в Кембридже (1862), с 1863 г. начал преподавать там же. В 1869—1875 гг. занимал почётную должность публичного оратора Кембриджского университета. В 1875—1889 гг. профессор древнегреческого языка и литературы в Университете Глазго, с 1889 г. и до конца жизни занимал ту же должность в Кембриджском университете. С 1891 г. и до конца жизни депутат Палаты общин британского парламента от Кембриджского университета. В 1900 г. возведён в рыцарское достоинство, в 1902 г. при создании Британской академии избран одним из её членов. Почётный доктор многих британских и международных университетов.
Важнейшие труды Джебба — монографии «Аттические ораторы от Антифонта до Исея» (англ. Attic orators from Antiphon to Isaeus, 1876) и «Развитие и влияние греческой поэзии» (англ. Growth and Influence of Greek Poetry, 1893), комментированный перевод «Характеров» Теофраста (1870), выполненный изощрённой поэтической прозой перевод семи трагедий Софокла, комментированный перевод сочинений Вакхилида (1905); посмертно опубликован перевод «Риторики» Аристотеля. Джеббу также принадлежит биография Ричарда Бентли (1882).
Биография Джебба и том его писем были опубликованы в 1907 г. его вдовой Кэролайн, урождённой Рейнолдс (1840—1930). Племянники Джебба — журналист и политолог Ричард Джебб и общественные деятельницы Эглантина Джебб и Дороти Бакстон (соавторы Декларации прав ребёнка).